# Cerro Loromayu
Cerro Loromayu är ett berg i Bolivia.   Det ligger i departementet Potosí, i den södra delen av landet, 400 km sydväst om huvudstaden Sucre. Toppen på Cerro Loromayu är 5 879 meter över havet. Cerro Loromayu ingår i Serranía Dulce Nombre.
Terrängen runt Cerro Loromayu är huvudsakligen kuperad. Cerro Loromayu är den högsta punkten i trakten. Trakten runt Cerro Loromayu är nära nog obefolkad, med mindre än två invånare per kvadratkilometer.. Det finns inga samhällen i närheten. 
Trakten runt Cerro Loromayu är ofruktbar med lite eller ingen växtlighet.